# Shared Access
In telecomunicazioni Shared Access (SA) è il termine con cui Telecom Italia indica l'accesso condiviso al doppino dell'utente con un altro provider di servizi ULL.

## Descrizione
Lo SA è la tecnologia che permette di mantenere la telefonia voce con Telecom Italia (o altri operatori in CS) ed avere una adsl in ULL, ossia non passando dalla rete di Telecom Italia ma direttamente dai DSLAM dell'operatore presso la centrale. Lo Shared Access, nonostante sia la tecnologia più semplice ed economica in assoluto per avere l'ADSL di un altro operatore, è l'ultima uscita sul mercato: prima per potere avere l'ADSL di un altro operatore era necessario distaccarsi completamente da telecom.
Lo Shared Access è disponibile solo dove arriva il provider con la propria fibra ottica e le proprie apparecchiature.
Per permettere la suddivisione del doppino dell'utente, Telecom Italia predispone in centrale uno splitter che rende disponibile su una porta la frequenza ADSL per il provider, e sull'altra le frequenze di fonia collegate alle apparecchiature Telecom. Praticamente il provider acquista da Telecom il permesso di utilizzare le frequenze adsl dell'utente su quel doppino.
Per queste operazioni descritte, che rimangono a carico di Telecom Italia, l'operatore deve pagare a Telecom un canone mensile di € 2,63+IVA.
Dopo il doppino utente è competenza del provider instradare la connessione verso la rete Internet, e ciò non dipende da Telecom Italia come per le ADSL WHOLESALE-TELECOM (quelle che sfruttano la rete di Telecom Italia).